# Aspistes berolinensis
Aspistes berolinensis är en tvåvingeart som beskrevs av Johann Wilhelm Meigen 1818. Aspistes berolinensis ingår i släktet Aspistes och familjen dyngmyggor. Inga underarter finns listade i Catalogue of Life.